# Damiano Morra
Pour les articles homonymes, voir Morra (homonymie).
Damiano Morra (né le 22 février 1955 à San Fernando près de Buenos Aires) est un joueur de football italien, qui évoluait au poste de milieu de terrain, avant de devenir entraîneur.

## Biographie

### Joueur
Authentique mezzala, Morra est formé par le club émilien de Parme, avec qui il fait ses débuts en équipe première à 17 ans en 1972, disputant trois saisons en Serie C et Serie B.
Remarqué par le président sicilien Angelo Massimino, il est alors acheté par le Calcio Catane. Damiano Morra deviendra le joueur le plus capé de l'histoire de l'équipe catanienne, avec 281 matchs disputés (et 26 buts inscrits) entre 1975 et 1984.
Au cours de sa carrière, Damiano Morra dispute un total de 170 matchs en Serie B et 105 matchs en Serie C.